# Азербејџан на Светском првенству у атлетици на отвореном 2019.
Азербејџан је учествовао на 17. Светском првенству у атлетици на отвореном 2019. одржаном у Дохи од 27. септембра до 6. октобра четрнаести пут, односно учествовао је под данашњим именом на свим првенствима од 1993. до данас. Репрезентацију Азербејџан представљало је 4 учесника (3 мушкарца и 1 жена) који су се такмичили у 3 дисциплине (2 мушке и 1 женска).,
На овом првенству Азербејџан није освојио ниједну медаљу, нити је оборен неки рекорд. У табели успешности (према броју и пласману такмичара који су учествовали у финалним такмичењима (првих 8 такмичара), делио је 55 место са два учесника у финалу и 4 бода.
| Плас. | Земља      | 1. место | 2. место | 3. место | 4. место | 5. место | 6. место | 7. место | 8. место | Бр. финал. | Бод. |
| ----- | ---------- | -------- | -------- | -------- | -------- | -------- | -------- | -------- | -------- | ---------- | ---- |
| =55.  | Азербејџан | -        | -        | -        | -        | -        | -        | 2        | -        | 2          | 4    |

## Учесници
| Мушкарци: - Еванс Киплагат — Маратон - Назим Бабајев — Троскок - Алексис Копељо — Троскок | Жене: - Хана Скидан — Бацање кладива |  |

## Резултати

### Мушкарци
| Атлетичар      | Дисциплина | Лични рекорд | Квалификације     | Квалификације     | Финале               | Финале               | Детаљи |
| Атлетичар      | Дисциплина | Лични рекорд | Резултат          | Место             | Резултат             | Место                | Детаљи |
| -------------- | ---------- | ------------ | ----------------- | ----------------- | -------------------- | -------------------- | ------ |
| Еванс Киплагат | Маратон    | 2:09:22      | Није завршио трку | Није завршио трку | Није се квалификовао | Није се квалификовао |        |
| Назим Бабајев  | Троскок    | 17,29 д      | 16,65             | 9. у гр. А        | Није се квалификовао | 19 / 33              |        |
| Алексис Копељо | Троскок    | 17,68        | 16,95 кв          | 2. у гр. Б        | 17,10 ЛРС            | 7 / 33               |        |

### Жене
| Атлетичар   | Дисциплина     | Лични рекорд | Квалификације | Квалификације | Финале   | Финале | Детаљи |
| Атлетичар   | Дисциплина     | Лични рекорд | Резултат      | Место         | Резултат | Место  | Детаљи |
| ----------- | -------------- | ------------ | ------------- | ------------- | -------- | ------ | ------ |
| Хана Скидан | Бацање кладива | 75,29 НР     | 73,32 КВ, ЛРС | 3. у гр. Б    | 72,83    | 7 / 30 |        |